# 赣江大桥
赣江大桥是江西省南昌市主要桥梁之一，连接东湖区和青山湖区扬子洲，及沪昆铁路和京九铁路；该桥在老八一大桥重建后成为了赣江上历史最久的桥梁，2008年洪都英雄大桥建成后极大缓解了赣江大桥的公路交通压力。

## 介绍
赣江大桥建于1958年，为公路铁路两用桥，中间为京九铁路复线，两边为双向二车道，管状桥墩直径5.8米。由于赣江在此被扬子洲分为南北两支，赣江大桥因此分为南北两个部分；南桥全长662.68米，连接赣江东岸和扬子洲，北桥全长565.01米，连接扬子洲和赣江西岸（俗称昌北）。